# Yarowilca (tỉnh)
Tỉnh Yarowilca (tiếng Tây Ban Nha: Provincia de Yarowilca) là một tỉnh thuộc vùng Huánuco của Peru. Tỉnh Yarowilca có diện tích 759 kilômét vuông, dân số thời điểm theo điều tra dân số ngày 11 tháng 7 năm 1993 là 32972 người. Tỉnh lỵ đóng ở Chavinillo.